# ماتریس قطری‌غالب
در ریاضیات ماتریس قطری غالب ماتریسی است اگر که: برای هر سطر از ماتریس‌های قدر مطلق درایه قطر بزرگتر مساوی مجموع قدر مطلقی دیگر عناصر آن ردیف باشد. به صورت دقیق تر ماتریس A قطری غالب است اگر
{\displaystyle |a_{ii}|\geq \sum _{j\neq i}|a_{ij}|\quad {\text{for all }}i,\,}
که در آن یک aij نشان دهنده درایه روی سطر i ام و ستون j ام است
ماتریس قطری غالب یک ماتریس وارون پذیر است

## نمونه
ماتریس
{\displaystyle \mathbf {A} ={\begin{bmatrix}3&-2&1\\1&-3&2\\-1&2&4\end{bmatrix}}}
می‌دهد
{\displaystyle |a_{11}|\geq |a_{12}|+|a_{13}|}   چون   {\displaystyle |3|\geq |-2|+|1|}
{\displaystyle |a_{22}|\geq |a_{21}|+|a_{23}|}   چون   {\displaystyle |-3|\geq |1|+|2|}
{\displaystyle |a_{33}|\geq |a_{31}|+|a_{32}|}   چون   {\displaystyle |4|\geq |-1|+|2|}.
طبق تعریف A یک ماتریس قطری غالب است چون قدر مطلق قطر اصلی آن از مجموع قدر مطلق دیگر عناصر ردیف مربوطه بیشتر ازست.
ماتریس
{\displaystyle \mathbf {B} ={\begin{bmatrix}-2&2&1\\1&3&2\\1&-2&0\end{bmatrix}}}
اما در اینجا
{\displaystyle |b_{11}|<|b_{12}|+|b_{13}|}   چون {\displaystyle |-2|<|2|+|1|}
{\displaystyle |b_{22}|\geq |b_{21}|+|b_{23}|}   چون   {\displaystyle |3|\geq |1|+|2|}
{\displaystyle |b_{33}|<|b_{31}|+|b_{32}|}   چون   {\displaystyle |0|<|1|+|-2|}.
چون {\displaystyle |b_{11}|} و {\displaystyle |b_{33}|} کمتر از مجموع قدر مطلق دیگر عناصر مربوطه ردیف B هستند، ماتریس ما قطری غالب نیست.
ماتریس
{\displaystyle \mathbf {C} ={\begin{bmatrix}-4&2&1\\1&6&2\\1&-2&5\end{bmatrix}}}
gives
{\displaystyle |c_{11}|\geq |c_{12}|+|c_{13}|}   since   {\displaystyle |-4|>|2|+|1|}
{\displaystyle |c_{22}|\geq |c_{21}|+|c_{23}|}   since   {\displaystyle |6|>|1|+|2|}
{\displaystyle |c_{33}|\geq |c_{31}|+|c_{32}|}   since   {\displaystyle |5|>|1|+|-2|}.
طبق تعریف C قطری غالب است

## یادداشت
ماتریش اکیدا قطری غالب: اگر در شرط ذکر شده در بالا علامت تساوی را برداریم (در رابطه به جای بزرگ تر مساوی،تنها بزرگتر استفاده شود) 
چنین ماتریسی اکیدا قطری غالب است.